# Frobeniussplittring
Inom matematiken är en Frobeniussplittring, introducerad av Mehta och  Ramanthan (1985), en splittring av den injektiva morfism OX→F*OX från ett strukturkärve OX av en varietet X av karakteristik p > 0 till dess bild F*OX under Frobeniusendomorfin F*.
Brion & Kumar (2005) ger en detaljerad diskussion av Frobeniussplittringar. 